# Arcas delphia
Arcas delphia är en fjärilsart som beskrevs av Nicolay 1971. Arcas delphia ingår i släktet Arcas och familjen juvelvingar. Inga underarter finns listade i Catalogue of Life.